# Zaškrcovadlo
Zaškrcovadlo (nesprávně škrtidlo) – pryžový nebo textilní pásek určený k zástavě krvácení, většinou tepenného (arteriálního). Širší popularitu získalo během první světové války pod názvem Esmarchovo obinadlo (Johannes Friedrich August von Esmarch (1823–1908). Nyní je tento výraz používán pro gumové / pryžové obinadlo (Martinovo). Lze se také setkat s označením turniket (z angl. tourniquet).

## Použití zaškrcovadla

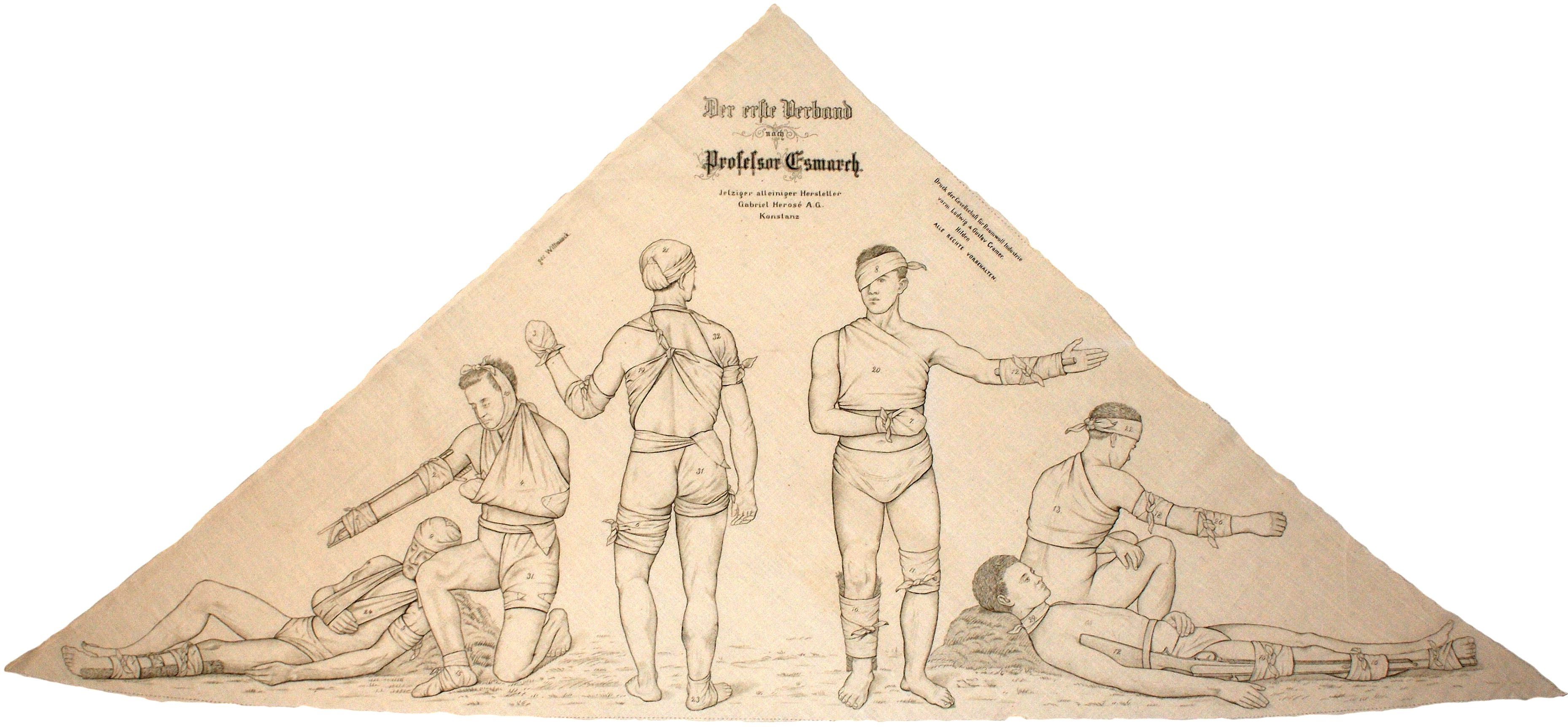
Použití třícípého šátku dle Esmarcha

Zaškrcovadlo slouží k zastavování masivního krvácení z končetin, jako následku rozsáhlého řezného, sečného, bodného nebo střelného zranění či amputace končetiny. Používá se dočasně při nedostatku ošetřujících a masivním krvácení; jde ale o agresivní způsob, protože dobře utažené zaškrcovadlo často poškozuje tkáň, na kterou tlačí. Téměř vždy je možné jej nahradit tlakem v ráně nebo tlakovým obvazem.
Zaškrcovadlo přiložíme přes oděv na zraněnou končetinu ve zvýšené poloze (horní končetina na paži, dolní končetina na stehno). Většinou stačí použít na krátkou dobu několika minut do příjezdu zdravotní záchranné služby či dobu nezbytně nutnou pro přípravu tlakového obvazu.
Nouzově lze použít pruh látky, pásek z kalhot, kravatu, složený trojcípý šátek aj. Zaškrcovadlo by mělo být široké alespoň 5 cm, proto nesmíme použít provázky, silonové punčochy atd. Tlak dostatečný na omezení / zastavení krvácení je schopen při úzkém zaškrcovadle zcela zničit svalstvo a kůži, takže je nutné končetinu amputovat. Utahovat textilní zaškrcovadlo přímo zkrucováním, za pomoci tyčky (roubíku), vede k jeho zúžení a poškození tkáně.
Pro laika je vhodné nejméně zraňující gumové/pryžové zaškrcovadlo. Doporučená šířka je 5–8 cm, při menší šířce hrozí značné poranění svalů. Lékárničky první pomoci často obsahují příliš tenký proužek pryže.

## Druhy zaškrcovadel

### Taktická armádní zaškrcovadla

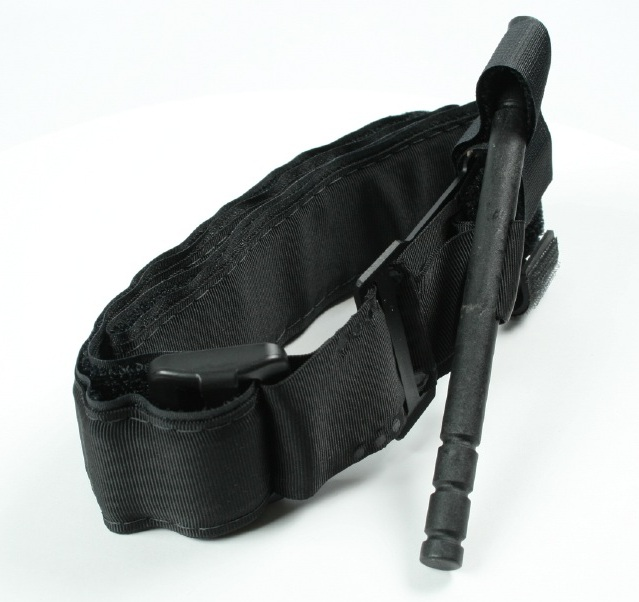
Vojenský turniket (pojem zaškrcovadlo se v armádě nepoužívá)

Zaškrcovadla používané armádou (turnikety) jsou více typů. Zobrazované je tvořeno pevným textilním popruhem o šířce 50 mm, na kterém je upínací a stahovací zařízení (zkrucovací). Zaškrcovadlo je vybaveno štítkem, na který se zaznamená čas, kdy došlo k zaškrcení končetiny. Hlavní použití je v sebezáchraně ve válečném poli.

### Zdravotnická zaškrcovadla

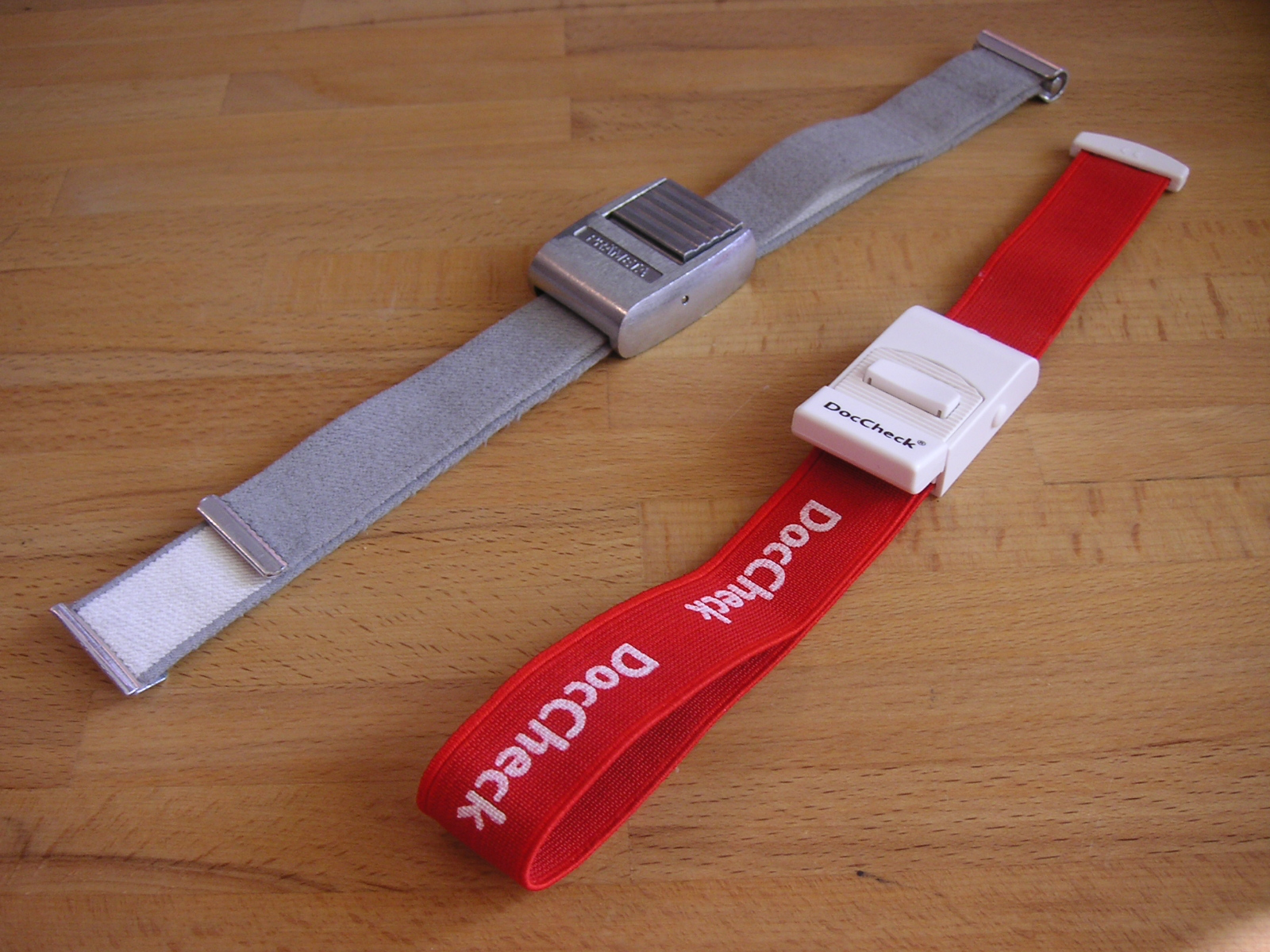
Zaškrcovadla používaná při odběru krve nebo zavádění nitrožilní kanyly

Tato zaškrcovadla se používají při odběru krve nebo zavádění nitrožilní kanyly. Stahují končetinu minimálně, jejích smyslem je pouze zabránit odtoku žilní krve. Nedají se použít při život ohrožujícím krvácení z tepny.